# تومي كاري
تومي كاري (بالفنلندية: Tommi Kari) (22 سبتمبر 1986 بكوفولا في فنلندا - ) هو لاعب كرة قدم فنلندي في مركز الوسط. لعب مع نادي كوسيسي ونادي لاهتي ونادي يوفاسكولا.

## وصلات خارجية
- تومي كاري على موقع قاعدة بيانات كرة القدم.إي يو (الإنجليزية)